# Liste von Fairtrade-Siegeln
Fair-Trade-Siegel bzw. Fairer-Handel-Siegel kennzeichnen Güter, Waren, Unternehmen/Organisationen oder Multi-Stakeholder-Initiativen (MSI), die ganz oder auch nur teilweise aus einem nach bestimmten Kriterien definierten fairem Handel stammen, bei deren Herstellung also festgesetzte soziale und teilweise auch ökologische Kriterien eingehalten werden sollen. Fair-Trade-Siegel sollen den Fairen Handel fördern und sollen interessierte und kritische Konsumenten bei der Einkaufsentscheidung unterstützen. Ein Siegel soll Informationen über die Qualität eines Produktes geben und unterliegt einer unabhängigen Kontrolle durch Dritte. Zwischen den Bezeichnungen Siegel bzw. Gütesiegel, Label und Zeichen wird oft keine klare Trennung gemacht bzw. vermischen sie sich. Es ist zudem eine wichtige Information, ob und welche Zertifizierung hinter einem Siegel/Zeichen/Label steht.

## Liste von ausgewählten Siegeln

### Produktsiegel
| Name             | Erläuterung | Abbildung |
| ---------------- | --- | --------- |
| Fairtrade-Siegel | Dieses Siegel hat eine häufige Verbreitung. Nur etwa die Hälfte der angebotenen Produkte stammen aus dem Bio-Anbau. 2011 wurden die Aufnahmekriterien gelockert: Der Anteil der fair hergestellten Zutaten muss mindestens 20 % pro Produkt betragen, wobei Produkte mit Mengenausgleich mit einem Pfeil markiert werden. |           |

### Siegel von Organisationen und Unternehmen des Fairen Handels
| Name                                 | Erläuterung | Abbildung |
| ------------------------------------ | --- | --------- |
| GEPA – The Fair Trade Company (GEPA) | GEPA ist ein importierendes Unternehmen. Sein Siegel gilt als streng. Es hat eine geringe Verbreitung. |           |
| Hand in Hand                         | Siegel des Bio-Lebensmittel-Unternehmens Rapunzel Naturkost, das Mindestpreise und Prämien für die Produzenten garantiert. |           |
| Naturland Fair Siegel                | Das Siegel des ökologischen Verbands Naturland baut auf der strengen Naturland-Öko-Zertifizierung auf. Naturland-Fair-gelabelte Produkte sind somit sowohl ökologisch erzeugt als auch fair gehandelt. Besonders ist, dass auch Produzenten im Globalen Norden berücksichtigt werden. Sechs Richtlinienanforderungen müssen erfüllt sein: Verlässliche Handelsbeziehungen, faire Erzeugerpreise, regionaler Rohstoffbezug, gemeinschaftliche Qualitätssicherung, gesellschaftliches Engagement und Unternehmensstrategie und Transparenz. |           |
| World Fair Trade Organization        | Eingeführt wurde das Siegel 2013. |           |

### Mit dem Fairen Handel in Verbindung gebrachte Siegel
| Name                | Erläuterung | Abbildung |
| ------------------- | --- | --------- |
| Rainforest Alliance | Die Rainforest Alliance ist eine internationale Zertifizierungsorganisation mit Sitz in New York. Das Siegel legt Wert auf Nachhaltigkeit und Verbesserung der Produktion. Die Nachhaltigkeit rutschte in den letzten Jahren in den Hintergrund. |           |
| UTZ                 | Das Siegel ist bei Discountern verbreitet. Seine Kriterien sind locker. |           |